# Université d'État de Californie à Channel Islands
L'université d'État de Californie à Channel Islands (en anglais California State University, Channel Islands), aussi appelée CSUCI est une université située à Camarillo, Californie, dans le comté de Ventura. CSUCI a ouvert en 2002, en tant que 23e campus de l'université d'État de Californie.
En sport, les Dolphins défendent les couleurs de l'établissement.